# آنری لاورن
آنری لاورن (فرانسوی: Henri Laverne‎; ۴ ژوئن ۱۸۶۸ – ۳۰ دسامبر ۱۹۰۱) قایقران قایق بادبانی اهل فرانسه بود.